# Орловський Петро Орестович
Петро́ Оре́стович Орло́вський (2 березня 1989-13 лютого 2015) — солдат Збройних сил України, учасник російсько-української війни.

## Короткий життєпис
Доброволець, рішення тримав у таїні, аж доки не почав тренування на полігоні. На фронті з листопада 2014-го, водій-оператор, 40-й окремий мотопіхотний батальйон — 17-а окрема танкова бригада. На фронті був кілька місяців.
13 лютого 2015-го загинув від смертельного осколкового поранення, якого зазнав у бою під Дебальцевим, тоді загинули майже всі вояки на блокпосту. Імовірні координати місця загибелі 48.365305,38.467046
Тіло знайшли волонтери й відвезли до Дніпропетровська. Ідентифікований у дніпропетровському морзі. Похований у селі Муроване 27 лютого 2015-го, проводжало усе село. Без Петра лишились мама, дві сестри, старенький дідусь.

## Нагороди
За особисту мужність і героїзм, виявлені у захисті державного суверенітету та територіальної цілісності України, вірність військовій присязі під час російсько-української війни, відзначений — нагороджений
- 27 червня 2015 року — орденом «За мужність» III ступеня.
- Почесний громадянин Пустомитівського району (2015; посмертно)[1]